# Austrobuxus horneanus
Austrobuxus horneanus là một loài thực vật có hoa trong họ Picrodendraceae. Loài này được (A.C.Sm.) Airy Shaw mô tả khoa học đầu tiên năm 1969.